# Цирульников, Наум Израилевич
Наум Израилевич Цирульников (24 сентября 1910, Быхов, Российская империя— 28 декабря 1979, Москва) — советский военно-морской деятель, контр-адмирал.

## Биография

### Анкетные данные
Родился в 1910 году в городе Быхове, ныне Республика Беларусь, в семье евреев-ремесленников.
В 1925 окончил неполную среднюю школу, затем Бобруйскую техническую школу. Работал литейщиком на чугунном заводе.
С 1928 года на службе в Военно-морском флоте, член ВКП(б) с 1931.

### Военное образование
- 1932 год — Высшее военно-морское училище имени М. В. Фрунзе,
- 1932 год — курсы командиров-подводников,
- 1935 год — учебный отряд подводного плавания Тихоокеанского флота,
- 1947 год — Академические курсы офицерского состава при Военно-морской академии им. Ворошилова,
- 1960 год — Военная академия Генерального штаба.

### Военная служба
С октября 1932 года — командир минной группы ПЛ Л-4 «Гарибальдиец» МСЧМ.
С 1933 года — командир БЧ-3 ПЛ «Щ-110».
С 1934 года — помощник командира подводной лодки «Щ-116».
С апреля 1935 года — помощник командира подводной лодки «Щ-107».
В 1938 году — командир подводных лодок «Щ-123», «Л-7» Тихоокеанского флота.
С 1939 года — начальник 1-го отделения оперативного отдела штаба Тихоокеанского флота.
С 1941 года — заместитель начальника штаба Тихоокеанского флота.
С 1944 года — начальник оперативного отдела штаба Тихоокеанского флота, 1-й заместитель начальника штаба Тихоокеанского флота.
В 1945 году принимал участие в Советско-японской войне, разрабатывал планы операций по освобождению портов Северной Кореи и Курильских островов.

Много приложил сил и старания в разработке плана войск на Тихоокеанском театре. Детально руководит разработкой операции в войне с японскими захватчиками. Его большая работа, как начальника оперативного отдела штаба флота, проделанная ещё в мирное время, показала свои результаты в успешном проведении разработанных операций по захвату ВМБ и портов Сев. Кореи. Быстро, энергично и инициативно выполняет все задания командования. Оперативный отдел флота, руководимый Цирульниковым, успешно справляется с заданиями командования по планированию, разработке и проведению боевых операций флота.
— Из наградного листа (1945).
С 1947 года — командующий Владимиро-Ольгинской Военно-морской базой 5-го ВМФ. В 1949 году присвоено звание контр-адмирала.
С 1950 года — командир 2-й бригады подводных лодок (Усть-Двинск, Балтийский флот).
С 1951 года — командир 17-й дивизии подводных лодок 8-го ВМФ.
С 1954 года — начальник кафедры Высшего военно-морского училища подводного плавания.
В 1955−1957 годах — на преподавательской работе во 2-м Высшем училище подводного плавания в Риге.
В 1960 году — старший преподаватель Военной академии Генерального штаба.
В 1962 году защитил звание кандидата военно-морских наук.
В 1964 году — доцент кафедры оперативного искусства академии.

### После службы
Уволен в отставку 13 августа 1969 года по состоянию здоровья.
Умер 28 декабря 1979 в Москве, похоронен на Ваганьковском кладбище.

## Семья
- Сын — Вадим Наумович Цирульников (1935—1999), начальник штаба 35-й дивизии ПЛ Северного флота[5].

## Публикации
- Подводные лодки вышли в океан. // Мы — тихоокеанцы. Сб. воспоминаний и очерков. — Владивосток, 1977. — С. 87-90.
- Десантные операции Тихоокеанского флота в порту Северной Кореи в 1945 году. — Л.: 1947[6].